# 翁達灣 (古巴)
翁達灣市（西班牙語：Bahía Honda）是古巴的城市，位於該國西北部，距離首都哈瓦那80公里，属阿爾特米薩省，面積784平方公里，海拔高度25米，2004年人口45,968，人口密度為每平方公里59人。